# Premio Stirling
Il Premio Stirling (Stirling Prize) è un concorso annuale di architettura organizzato dall'associazione britannica Royal Institute of British Architects (RIBA). I vincitori del concorso ricevono un premio di 20.000 sterline. Prende il nome dall'architetto James Stirling (1926-1992).
Lo Stirling Prize della RIBA è assegnato all'"architetto dell'edificio che ha dato il più grande contributo all'architettura britannica nell'ultimo anno". L'architetto dev'essere membro della RIBA, ma l'edificio può trovarsi in un qualsiasi luogo dell'Unione europea.
Il premio fu istituito nel 1996, ed è considerato uno dei più prestigiosi premi per l'architettura nel Regno Unito. È pubblicizzato come l'equivalente per l'architettura del Premio Booker e del Premio Turner. La cerimonia di presentazione è trasmessa da Channel 4 e il premio è sponsorizzato dalla rivista Architects' Journal.

## Vincitori e finalisti
| Anno | Vincitore                                                                       | Opera premiata | Opera premiata                                          | Finalisti e Opere | Rif.  |
| ---- | ------------------------------------------------------------------------------- | -------------- | ------------------------------------------------------- | --- | ----- |
| 1996 | Stephen Hodder                                                                  |                | Centenary Building, Università di Salford, Salford      | |       |
| 1997 | James Stirling, Michael Wilford and Associates                                  |                | Music School, Stoccarda                                 | - Will Alsop: Hotel du Département des Bouches-du-Rhône, Marsiglia - Mark Guard: Roof-top apartment, Parigi - Richard Murphy: Maggie's centres\|Maggie's Centre, Edimburgo - Richard Rogers: Paul Hamlyn Learning Resource Centre, Thames Valley University, Londra - Chris Wilkinson: Stratford maintenance depot, Jubilee Line, Londra |       |
| 1998 | Foster and Partners                                                             |                | American Air Museum, Imperial War Museum, Duxford       | - Rick Mather: Private house, Londra - Ian Ritchie Architects: Concert platform, Crystal Palace Park Concert Platform, Londra - Ian Taylor con Bennetts Associates: Richard Attenborough Centre, Leicester - Stephenson Bell: Quay Bar, Manchester - Inskip and Jenkins: Temple of Concord and Victory (restoration), Stowe - Günter Behnisch: St Benno School, Dresda - Günter Behnisch: Landesgirokasse, Stoccarda - David Chipperfield: Office and studio building, Düsseldorf - Norman Foster and Partners: Commerzbank HQ, Francoforte - Colin St John Wilson: British Library, Londra |       |
| 1999 | Future systems                                                                  |                | Lord's Media Centre, Londra                             | - David Chipperfield Architects: River and Rowing Museum, Henley on Thames - Benson & Forsyth: Museum of Scotland, Edimburgo - Alsop, Lyall & Störmer: North Greenwich tube station, Londra - Chris Wilkinson Architects: Jubilee Line Extension Project, Londra - Wilford Associates: Sto AG Marketing and Training Building, Stühlingen - Foster and Partners: Reichstag, Berlino - O'Donnell & Tuomey: Ranelagh Multi-Denominational School, Dublino |       |
| 2000 | Alsop & Störmer                                                                 |                | Peckham Library, Londra                                 | - Caruso St John: New Art Gallery Walsall, Walsall - Foster and Partners: Canary Wharf Station, Londra - Marks Barfield: London Eye, Londra - Richard Rogers Partnership: 88 Wood Street, Londra - Sauerbruch Hutton: GSW Headquarters, Berlino - Chetwood Associates: Sainsburys Supermarket, Greenwich |       |
| 2001 | Wilkinson Eyre                                                                  |                | Magna Centre, Rotherham                                 | - Nicholas Grimshaw and Partners, Anthony Hunt: Eden Project, Cornovaglia - Eldridge Smerin: The Lawns, Highgate - Jeremy Dixon, Edward Jones: National Portrait Gallery extension, Londra - Guy Greenfield Architects: The Surgery, Hammersmith - Michael Hopkins & Partners: Portcullis House and Westminster Underground Station, Londra - Michael Wilford & Partners: British Embassy in Berlin, Berlino |       |
| 2002 | Wilkinson Eyre & Gifford                                                        |                | Gateshead Millennium Bridge, Gateshead                  | - Malcolm Fraser Architects: Dance Base, Grassmarket, Edimburgo - Edward Cullinan Architects: Weald and Downland Gridshell, Weald and Downland Open Air Museum, Chichester - David Chipperfield Architects: Ernsting's Service Centre, Coesfeld - Building Design Partnership: Hampden Gurney Church of England Primary School, Londra - Richard Rogers Partnership: Lloyd's Register of Shipping, Londra - Benson & Forsyth: Millennium Wing, National Gallery of Ireland, Dublino |       |
| 2003 | Herzog & de Meuron                                                              |                | Laban, Deptford, Londra                                 | - Bill Dunster Architects: BedZED, Sutton (Londra) - Eric Parry Architects: 30 Finsbury Square, Londra EC2 - Foster and Partners: Great Court, British Museum, Londra - Ian Ritchie Architects: Plymouth Theatre Royal Production Centre, Plymouth - Sutherland Hussey Architects with Jake Harvey, Donald Urquhart, Glen Onwin and Sandra Kennedy: Tiree Shelter, Tiree |       |
| 2004 | Foster and Partners                                                             |                | 30 St Mary Axe, Londra                                  | - Studio Daniel Libeskind: Imperial War Museum North, Manchester - MacCormac Jamieson Prichard with Rummey Design: The Phoenix Initiative, Coventry - Foster and Partners: The Business Academy, Bexley, Erith (Londra) - Ian Ritchie Architects: The Spire of Dublin, Dublino - Peter Cook, Colin Fournier: Kunsthaus Graz, Graz |       |
| 2005 | EMBT & RMJM                                                                     |                | Palazzo del Parlamento scozzese, Edimburgo              | - Bennetts Associates: Brighton Library, Brighton - Zaha Hadid: BMW Central Building, Lipsia - Foster and Partners: McLaren Technology Centre, Woking - O'Donnell & Tuomey: Lewis Glucksman Gallery, Cork - Alsop Designs: Fawood Children's Centre, Brent, Londra |       |
| 2006 | Richard Rogers Partnership                                                      |                | Aeroporto di Barajas Terminal 4, Madrid                 | - Adjaye Associates: The Whitechapel Idea Store, Londra - Hopkins Architects: The Evelina Children's Hospital, Londra - Caruso St John Architects: Brick House, Londra - The Richard Rogers Partnership: The Senedd (Palazzo dell'Assemblea Nazionale per il Galles), Cardiff - Zaha Hadid Architects: The Phaeno Science Centre, Wolfsburg |       |
| 2007 | David Chipperfield Architects                                                   |                | Museum of Modern Literature, Marbach am Neckar          | - David Chipperfield Architects: America's Cup Building, Valencia - Office for Metropolitan Architecture/Arup-AFA: Casa da Música, Porto, - Foster and Partners: Dresden Station Redevelopment, Dresda - Glenn Howells Architects: The Savill Building Visitors Centre, Windsor Great Park - Haworth Tompkins: Young Vic Theatre, Londra | [ 1 ] |
| 2008 | Feilden Clegg Bradley Studios & Alison Brooks Architects & Maccreanor Lavington |                | Accordia housing development, Cambridge                 | - Grimshaw/Arcadis: Amsterdam Bijlmer Arena Station, Amsterdam - Denton Corker Marshall: Manchester Civil Justice Centre, Manchester - Zaha Hadid with Patrik Schumacher: Nordpark Railway Stations, Innsbruck - Allies and Morrison: Royal Festival Hall, Londra - Allford Hall Monaghan Morris: Westminster Academy, Londra |       |
| 2009 | Rogers Stirk Harbour + Partners                                                 |                | Maggie's Centre, Londra                                 | - Tony Fretton Architects: Fuglsang Art Museum\|Fuglsang Kunstmuseum, Lolland, Danimarca - Rogers Stirk Harbour + Partners: Bodegas Protos winery, Peñafiel, Spagna - BDP: Liverpool One Masterplan, Liverpool - Eric Parry Architects: 5 Aldermanbury Square, Londra - Allford Hall Monaghan Morris: Kentish Town Health Centre, Londra |       |
| 2010 | Zaha Hadid                                                                      |                | MAXXI - Museo nazionale delle arti del XXI secolo, Roma | - David Chipperfield: Neues Museum, Berlino - DSDHA: Christ's College School, Guildford - Rick Mather Architects: Ashmolean Museum, Università di Oxford, Oxford - dRMM: Clapham Manor Primary School, Londra - Theis and Khan: Bateman's Row, Londra |       |
| 2011 | Zaha Hadid                                                                      |                | Evelyn Grace Academy, Londra                            | - O'Donnell and Tuomey: An Gaeláras - AHMM: The Angel Building - David Chipperfield Architects: Folkwang Museum - Bennetts Associates: Royal Shakespeare Theatre - Hopkins Architects: The Velodrome, Londra |       |
| 2012 | Stanton Williams                                                                |                | Sainsbury Laboratory, Cambridge                         | - David Chipperfield Architects: The Hepworth, Wakefield - O'Donnell & Tuomey: Lyric Theatre, Belfast - Office for Metropolitan Architecture: Maggie's Centres, Glasgow - Office for Metropolitan Architecture con Allies e Morrison: New Court, Londra - Populous: Olympic Stadium, Londra |       |
| 2013 | Witherford Watson Mann Architects                                               |                | Astley Castle, Nuneaton                                 | - Grafton Architects: Medical school at University of Limerick, Irlanda - Hawkins/Brown con Studio Egret West: Park Hill, Sheffield - Alison Brooks Architects: Newhall Be, Essex - Heneghan Peng Architects: Giant's Causeway Visitor Centre, Contea di Antrim - Niall McLaughlin Architects: Bishop Edward King Chapel, Ripon College and Community of St John the Baptist |       |
| 2014 | Haworth Tompkins                                                                |                | Everyman Theatre, Liverpool                             | - Mecanoo: Biblioteca di Birmingham, Birmingham - Zaha Hadid Architects: London Aquatics Centre, Londra - Renzo Piano:The Shard, Londra - O'Donnell & Tuomey: Saw Swee Hock Student Centre, London School of Economics, Londra - Feilden Clegg Bradley Studios: Manchester School of Art, Manchester |       |
| 2015 | Allford Hall Monaghan Morris                                                    |                | Burntwood School, Wandsworth, Londra                    | - Niall McLaughlin Architects, Darbishire Place, Whitechapel, Londra - Reiach and Hall Architects, Maggie's Centre Lanarkshire, Scotland - Rogers Stirk Harbour + Partners, NEO Bankside, Bankside, Londra - Heneghan peng architects, University of Greenwich Stockwell Street Building, Greenwich, Londra - McInnes Usher McKnight Architects (MUMA), The Whitworth, Manchester |       |
| 2016 | Caruso St John Architects                                                       |                | Newport Street Gallery, Vauxhall, Londra                | - Herzog & de Meuron, Blavatnik School of Government, University of Oxford, Oxford - Loyn & Co Architects, Outhouse (private residence), Forest of Dean, Gloucestershire - Michael Laird Architects & Reiach and Hall Architects, Riverside Campus, City of Glasgow College, Glasgow, Scotland - Sadie Morgan Architects, Trafalgar Place housing, Elephant and Castle, Londra - Wilkinson Eyre Architects, Weston Library, University of Oxford, Oxford |       |
| 2017 | dRMM                                                                            |                | Hastings Pier, East Sussex                              | - Groupwork + Amin Taha, Barrett's Grove housing scheme, Stoke Newington, Londra - Rogers Stirk Harbour + Partners, British Museum World Conservation and Exhibitions Centre, Londra - Reiach and Hall Architects and Michael Laird Architects, City Campus at the City of Glasgow College, Glasgow - Baynes and Mitchell Architects, Command of the Oceans display at Chatham Historic Dockyard, Chatham, Kent - dRMM, Hastings Pier, East Sussex - 6a architects, Photography Studio for Juergen Teller, Londra                                                                           |       |
| 2018 | Foster & Partners                                                               |                | Bloomberg Building, Londra                              | - Waugh Thistleton Architects, Bushey Cemetery, Bushey, Hertfordshire - Henley Halebrown, Chadwick Hall, University of Roehampton, Londra - Jamie Fobert Architects with Evans & Shalev, the new build at Tate St Ives, Cornwall - MUMA, Storey's Field Community Centre and Nursery, North West Cambridge - Niall McLaughlin Architects, The Sultan Nazrin Shah Centre, Worcester College, Oxford |       |
| 2019 | Mikhail Riches with Cathy Hawley                                                |                | Goldsmith Street, Norwich                               | - Matthew Barnett Howland con Dido Milne e Oliver Wilton, Cork House, Berkshire - Grimshaw Architects, London Bridge station, Southwark, Londra - Rogers Stirk Harbour + Partners, The Macallan distillery and Visitor Experience, Moray, Scozia - Witherford Watson Mann Architects, Nevill Holt Opera, Leicestershire - Feilden Fowles, The Weston, Yorkshire Sculpture Park, West Yorkshire |       |
| 2020 | Edizione cancellata a causa della pandemia COVID-19                             |                |                                                         | |       |
| 2021 | Grafton Architects                                                              |                | Kingston University Town House, Londra                  | - Marks Barfield, Cambridge Central Mosque - Ney & Partners and William Matthews Associates, passerella del Castello di Tintagel - Carmody Groarke, Windermere Jetty Museum - Stanton Williams, Key Worker Housing, Eddington, Cambridge - Amin Taha, 15 Clerkenwell Close |       |
| 2022 | Niall McLaughlin Architects                                                     |                | The New Library, Magdalene College, Cambridge           | - Hopkins Architects, 100 Liverpool Street, Londra - Reiach and Hall Architects, Forth Valley College - Falkirk Campus, Scozia - Henley Halebrown, Hackney New Primary School e 333 Kingsland Road, Londra - Panter Hudspith Architects, Orchard Gardens, Elephant Park, Elephant and Castle, Londra - Mæ, Sands End Arts e Community Centre, Fulham, Londra |       |
| 2023 | Mæ                                                                              |                | John Morden Centre, Londra                              | - Apparata Architects, A House for Artists, Londra - Adam Khan Architects, Central Somers Town Community Facilities and Housing, Londra - Witherford Watson Mann Architects, Courtauld Connects, The Courtauld Institute of Art, Londra - Sergion Bates architects, Lavender Hill Courtyard Housing, Londra - Feilden Clegg Bradley Studios, University of Warwick Faculty of Arts, Coventry |       |